# Camillo Caccia Dominioni

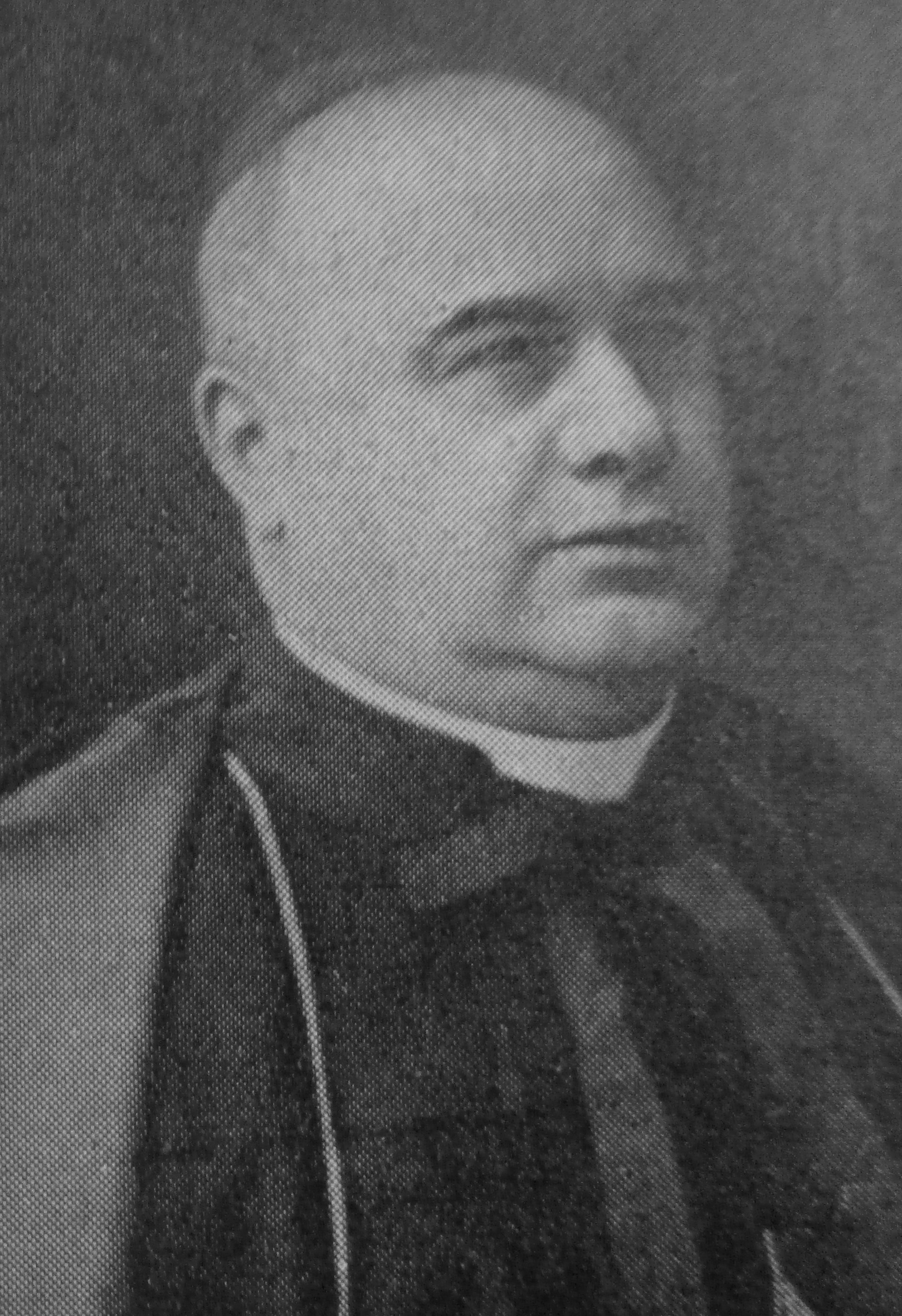
Camillo Kardinal Caccia Dominioni (ca. 1939)

Kardinalswappen

Camillo Kardinal Caccia Dominioni (* 7. Februar 1877 in Mailand; † 12. November 1946 in Rom) war ein italienischer Geistlicher und Kurienkardinal der römisch-katholischen Kirche.

## Leben
Camillo Caccia Dominioni studierte im Seminar von Mailand, bevor er die Päpstliche Universität Gregoriana besuchte, wo er Doktor des kanonischen Rechts wurde, und an der Päpstlichen Diplomatenakademie, wo er sein Studium 1898 beendete. Er empfing durch den Mailänder Erzbischof Kardinal Andrea Carlo Ferrari am 23. September 1899 die Priesterweihe. Caccia beendete 1902 sein Studium, 1903 wurde er zum Kanoniker-Koadjutor des Petersdoms ernannt und leistete in Rom bis 1921 pastorale Arbeit.
Am 24. September 1914 wurde Caccia in den Rang eines Monsignore erhoben und am 16. Juni 1921 von Papst Benedikt XV. zum päpstlichen Kammermeister ernannt. Am 27. Juni 1921 folgte die Ernennung zum Apostolischen Protonotar. Nach dem Tod von Papst Benedikt am 22. Januar 1922 verlor Dominioni automatisch  wie alle anderen wichtigen Vatikanbeamten seine Position während der Sedisvakanz. Er wurde später als Präfekt der Päpstlichen Hauses von Papst Pius XI. am 7. Februar bestätigt und  erhielt die Würde eines Kanonikers der Petersbasilika am 14. Februar 1924. Caccia war ein Schützling von Pius XI., in dessen letzten Stunden war er in seinem Schlafzimmer.
Im Konsistorium am 16. Dezember 1935 ernannte Pius XI. Caccia zum Kardinaldiakon mit der Titeldiakonie Santa Maria in Domnica. Er war einer der Kardinäle im Konklave von 1939, die Pius XII. wählten. Aufgrund seiner Position als Kardinalprotodiakon (dienstältester Kardinaldiakon), verkündete Dominioni die Wahl Pius XII. und am 12. März 1939 krönte er ihn.
Der Kardinal starb im Alter von 69 Jahren an seinem Herzleiden. Er ist in der Krypta der Basilika Santi Ambrogio e Carlo begraben.

## Ehrungen
- Mitglied des Malteserordens: Ehren- und Devotions-Großkreuz-Bailli